# Metrodor d'Atenes
Metrodor d'Atenes (grec antic: Μητρόδωρος, llatí: Metrodorus) fou un pintor i filòsof grec molt distingit, que va viure al segle ii aC.
Quan Emili Paule després de la seva victòria sobre Perseu de Macedònia el 168 aC va demanar als atenencs que li enviessin el més destacat dels seus filòsofs per educar als seus fills i el millor pintor per representar el seu triomf, li van enviar Metrodor com el més competent en ambdós camps. Emili Paule un temps després, quan va veure la seva tasca, va estar d'acord per complet en aquesta elecció, segons que explica Plini el Vell a la Naturalis Historia.